# Ælfwine (Deira)
Ælfwine (auch Aelfwine, Elfwine, Aelfuini, Aelfwinus, Aelwinus etc.; * um 661; † 679) war von 670 bis 679 Unterkönig des von Northumbria abhängigen angelsächsischen Königreiches Deira.

## Leben

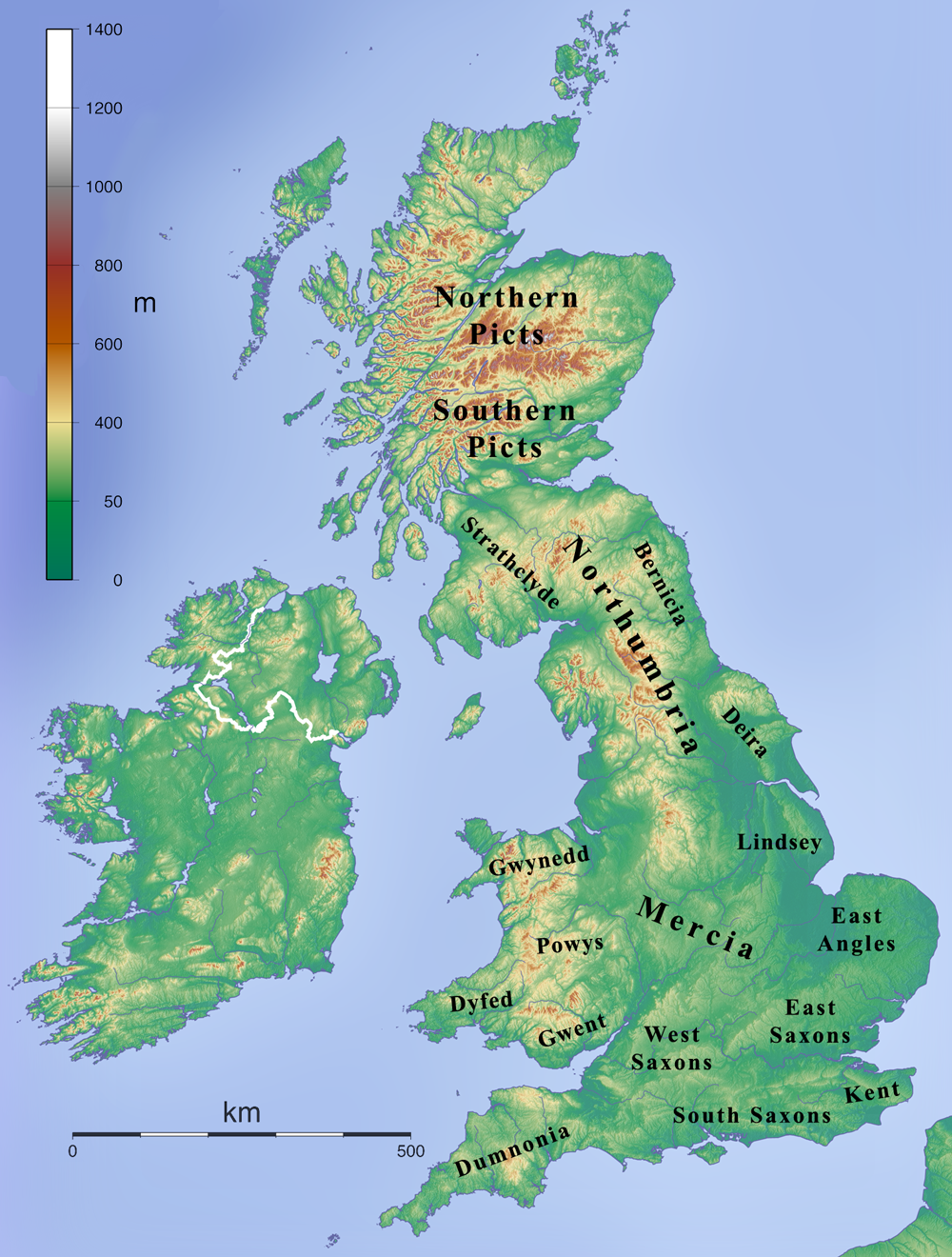
England zur Zeit Ælfwines

### Familie
Ælfwines Vater Oswiu war der Sohn von König Æthelfrith aus der Königsdynastie von Bernicia. Seine Großmutter Acha stammte aus dem deirischen Königshaus. Seine Mutter war vermutlich Eanflæd, die dritte Frau seines Vaters, die dieser um 643 geheiratet hatte. Neben den Halbgeschwistern Aldfrith, Ealhfrith und Ealhflæd aus früheren Ehen seines Vaters hatte er den Bruder Ecgfrith (* 645/646) sowie die Schwestern Ælfflæd (* um 654, Äbtissin von Whitby) und Osthryth.

### Herrschaft
Oswiu starb am 15. Februar 670 an einer Krankheit und wurde in der St. Peter’s Church des Klosters Whitby Abbey bestattet, in das seine Witwe Eanflæd als Nonne eintrat. Ecgfrith wurde Nachfolger als Oberkönig Northumbrias, während der etwa neunjährige Ælfwine als subregulus in Deira herrschte.
Mitte der 670er Jahre besserte sich die gespannte Beziehung zu Mercia, als Æthelred (674/675–704) von Mercia Osthryth, die Schwester von Ecgfrith und Ælfwine heiratete. Bald darauf kam es wieder zu Unstimmigkeiten zwischen beiden Reichen, vermutlich über den Besitz des Königreichs Lindsey, die erneut zum Krieg führten. Im Jahr 679 kam es am Fluss Trent zur Schlacht, die Æthelred siegreich für sich entscheiden konnte. Ecgfrith musste Lindsey an Mercia abtreten, erhielt jedoch auf Intervention des Erzbischofs von Canterbury, Theodor von Tarsus, Wergeld für den Tod seines Bruders Ælfwine, der, gerade erst 18 Jahre alt, in der Schlacht gefallen war. Nach Ælfwines Tod setzte Ecgfrith keinen neuen Unterkönig in Deira ein, sondern stellte die endgültige Einheit Northumbrias, dessen Südgrenze wieder der Humber bildete, her. Ælfwine war sehr beliebt gewesen und wurde unter großer Anteilnahme des Volkes in York beigesetzt.